# 大場鶇
大場鶇（日语：大場つぐみ，本名、性別、生年月日不明）是日本漫畫原作者。東京都出身。血型B型。
代表作是《死亡筆記》以及《爆漫王。》。

## 概要
2003年，沒有活動實績情況下開始在《週刊少年Jump》刊載《死亡筆記》（作畫：小畑健）短篇版，之後連載版也於同年開始連載。此作也被改編成真人電影、小說、動畫等。
2006年，《死亡筆記》完結後暫無其他活動。2008年再次與小畑健合作，在《週刊少年Jump》連載《爆漫王》。
有潔癖，最少3天要打掃1次，「工作的地方太髒的話便不能完成工作」的性格，把工作場所改裝成童話風，用Jean Jansem和小畑的平版畫裝飾。在2004年9月的問答中，說出喜歡電視劇《牡丹與薔薇》，及受其影響的《天國與地獄》、《Roy Bean》、，電影喜歡日本片，尤其是黑澤明的電影及喜劇作品。喜歡的小說家是星新一。
成為漫畫原作者的契機是「因為帶著初設去集英社受到讚揚」，而那份初設被當時小畑的編輯吉田幸司看中，被認為與2003年8月刊登的《死亡筆記》短篇版有關。

## 大場鶇的真實身分
集英社的正式發表、雜誌的特集報導都把他當作新人作家。但是，不少人認為他其實是有實績的作家的化名，對於其真實身分有各式各樣的揣測。擔任《死亡筆記》作畫的小畑，在採訪時說到與大場第一次見面時的印象是「認為是個很帥的大人」。
2006年5月ABC Radio（集英社作為資助者也參加）內，關於《死亡筆記》拍成電影一事提到了原作，出演者作家竹內義和對於大場的真實身分談到「真實身分是個相當老手的大作家」、「即使是在Jump編輯部內部也極少人知道真相」。

### 蒲生洋說
雖然沒有正式的發表，但是大場的真實身分是漫畫家蒲生洋這樣的見解到處可見。關於這樣的揣測，當時的《週刊少年Jump》副編輯長佐佐木尚表示「關於這個什麼都不能說」，不肯定也不否定大場鶇就是蒲生洋這個說法。
- 《死亡筆記》第1話裡主角去的補習班名字「[註 1]」。

- 在爆漫王單行本中大場的草稿和在JoJo的奇妙冒险二十五周年紀念時大場所畫的東方仗助的畫風和蒲生洋的幸運超人畫風非常相似。

- 蒲生洋和爆漫王中的角色真誠信弘有許多共通點：老菸槍、畫技很差、代表作是搞笑英雄漫畫。

- 2005年1月召開的第4回日本御宅族大獎裡岡田斗司夫的發言[5]，在這個活動中岡田說出「大場鶇就是蒲生洋唷」，之後雜誌的訪問時說明「當時從我連載雜誌的編輯那裡聽到的，透過複雜的關係得知的」，出席同活動的鶴岡法齋在同雜誌的採訪中提出蒲生洋的代表作《行運超人》作風的共通點，肯定蒲生洋說。

## 作品

### 漫畫原作
※作品全由集英社發行。台灣中文版除了《SKIP！山田君》之外，由東立出版社正式授權發行。
- 死亡筆記（《週刊少年Jump》連載，作畫：小畑健）
  - 單篇版（2003年36號）
  - 連載版（2004年1號－2006年24號，單行本全12卷）
  - 特別篇（2008年11號）
- 爆漫王。（《週刊少年Jump》2008年37·38合併號－2012年21·22號合併號，全20卷，作畫：小畑健。）
- SKIP！山田同學（以短篇方式在《週刊YOUNG JUMP》2014年23號發表，作畫：ろびこ）[6]
- Platinum End（2015年－2021年，《Jump Square》，全14卷，作畫：小畑健）[7]

## 關連人物
- 小畑健－到目前為止，與大場有至少3部合作作品，分別為：死亡筆記本、爆漫王!、Platinum End（白金終局），皆由大場鶇付負責原作，小畑健負責漫畫。

- 蒲生洋－如上述，有是大場鶇真實身分這般的見解。

於2008年發售的蒲生洋所著的繪本的廣告書腰上，有大場「不明白你沒看過這種對象年齡的書（笑）」的推薦，裡面也出現《行運超人》的角色和《死亡筆記》裡的死神路克畫在一起，還有筆記本、蘋果、時鐘等插圖。
《爆漫王。》中主角的叔父生涯唯一一部的暢銷漫畫《超英雄傳說》裡，有和蒲生洋的代表作《行運超人》內相似造型的角色。
《爆漫王。》單行本中的有刊上大場與小畑的分鏡稿，讓讀者更瞭解漫畫製作的過程。其中大場的分鏡稿畫風與《幸運超人》非常相似，似乎又是一個能夠證明大場即是蒲生洋的蛛絲馬跡。

## 備註
1. ↑  蒲生洋住在越谷市，「蒲生」是越谷市內實際存在的地名，也實際存在這個地方。